# Tarama (cuisine)
Pour les articles homonymes, voir Tarama.
Ne doit pas être confondu avec Tamara.
Le tarama est une spécialité des cuisines grecque et turque, que l'on retrouve également dans la cuisine juive ottomane.

## Étymologie
Le mot tarama proviendrait du verbe turc taramak, qui rappelle l'action d'extraire les œufs du poisson.

## Composition
Ce mets est à base d'œufs de poissons (généralement de mulet, de cabillaud voire de carpe), et souvent mangé, en France, sur des blinis et en tant que Mezzé en Turquie ou en Grèce. Outre les œufs, la préparation est aussi composée de lait, de jus de citron, d'huile et de mie de pain. On y ajoute parfois des condiments, notamment de l'aneth.
Le tarama a une couleur rosée, due à la présence des œufs de poissons dans la préparation quand elle est faite avec des œufs de mulets ou à l'adjonction de colorant (comme le colorant E120, rouge cochenille ou acide carminique, provenant de la cochenille (insecte Dactylopius coccus)) dans d'autres cas (comme le produit industriel fait à base d'œufs de cabillaud).
La plupart des taramas qu'on trouve dans le commerce ou au restaurant ne sont pas fumés, mais le tarama fumé existe.